# Arthur Kvammen
Arthur Kvammen (7 agosto 1905 – 31 ottobre 1968) è stato un calciatore norvegese, di ruolo attaccante.

## Carriera

### Club
Kvammen giocò con la maglia del Viking.

### Nazionale
Conta una presenza e una rete per la Norvegia. Esordì il 5 novembre 1933, quando fu schierato in campo nella sfida pareggiata per 2-2 contro la Germania, in cui siglò un gol.